# Srobyong
Srobyong is een bestuurslaag in het regentschap Jepara van de provincie Midden-Java, Indonesië. Srobyong telt 8004 inwoners (volkstelling 2010).